# Licensproduktion
Licensproduktion er den juridiske betegnelse for efterbygning af et produkt med tilladelse (fremstillingslicens) fra den egentlige fabrikant, som regel af finansielle årsager.
Især NIC-lande køber mange af sådanne licenser fra firmaer i industrilande. Indenfor militærsektoren medfører sådanne licensproduktioner en vis risiko, hvorfor forhandlinger herom ofte ledsages af diplomatiske forhandlinger.
I Schweiz er der tradition for ikke at indkøbe et våbensystem, men i stedet fremstille et på licens. For eksempel fremstillede og videreudviklede firmaet RUAG Stinger. Der blev i alt fremstillet 3.500 styrevåben og ca. 492 startapparater.
Bilfirmaet SEAT fremstillede f.eks. siden deres grundlæggelse i 1950 og frem til 1970'erne biler fra Fiat på licens. Modelbetegnelserne var som regel ens (f.eks. SEAT 127 = Fiat 127 og SEAT 1500 = Fiat 1500).
Frem til Berlinmurens fald blev der, hovedsageligt i socialistiske lande, fremstillet biler på licens, som f.eks. i Polen under varemærket Polski Fiat modellen Polski Fiat 126p (Fiat 126) og Polski Fiat 125p (Fiat 125/1500), i Sovjetunionen Lada 2101 (Fiat 124) og i Rumænien Dacia 1100 (Renault 8) og Dacia 1300 (Renault 12).
BMW kunne i 1954 undgå at gå konkurs, da de begyndte at licensproducere kabinescooteren Isetta fra det italienske Iso Rivolta.